# Erich Rossmann

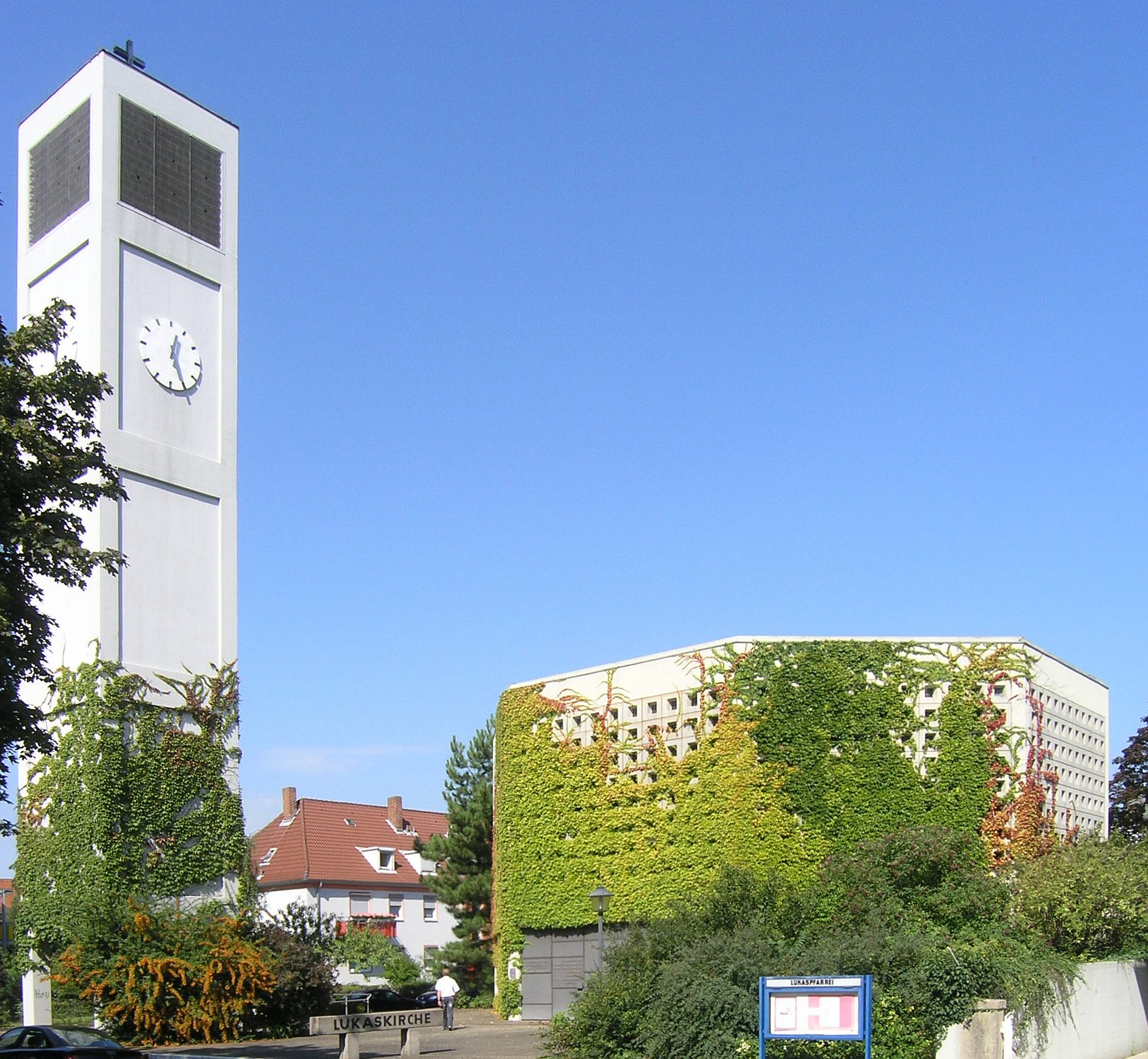
Lukaskirche Karlsruhe Weststadt

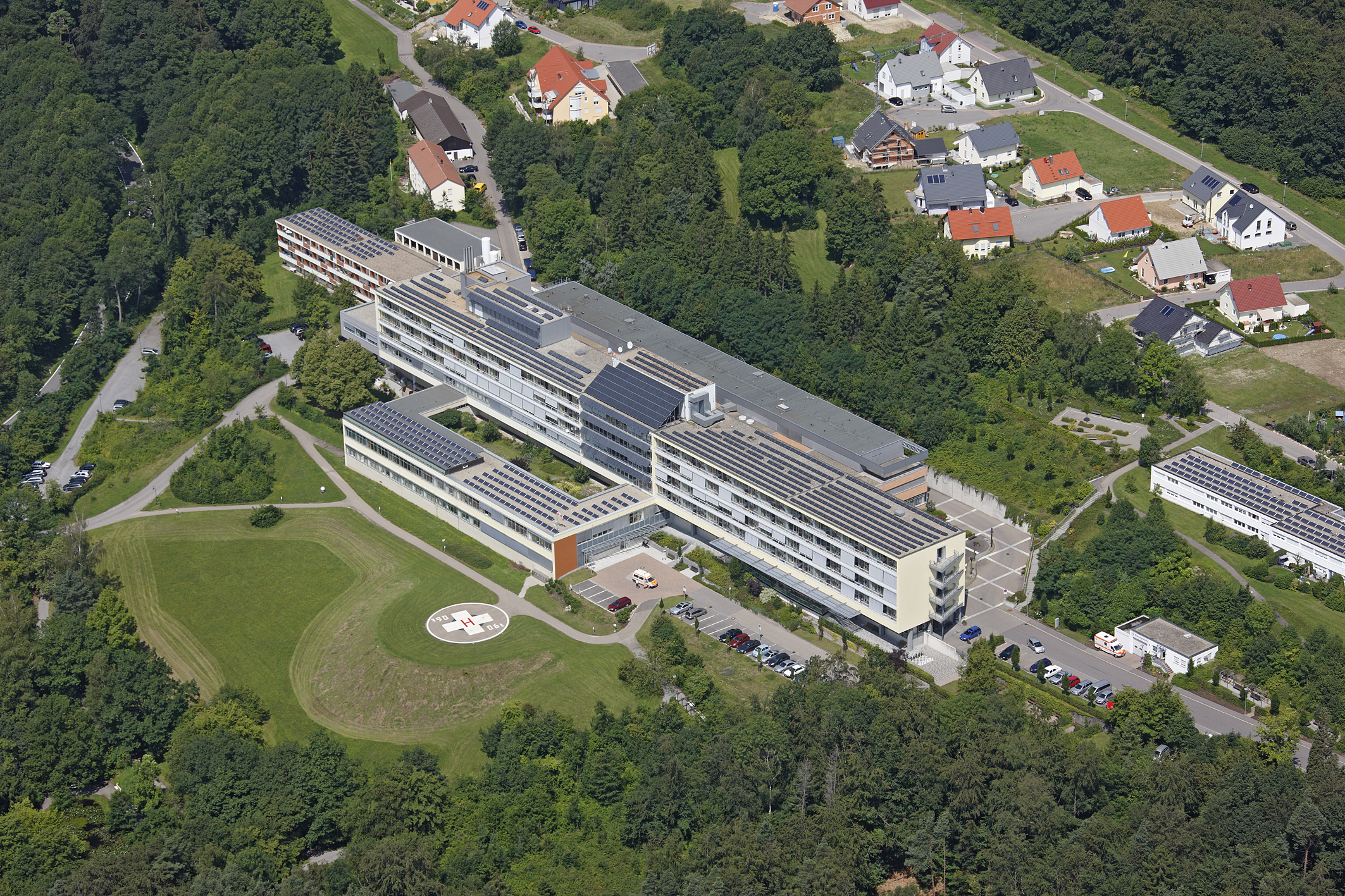
Klinik Löwenstein

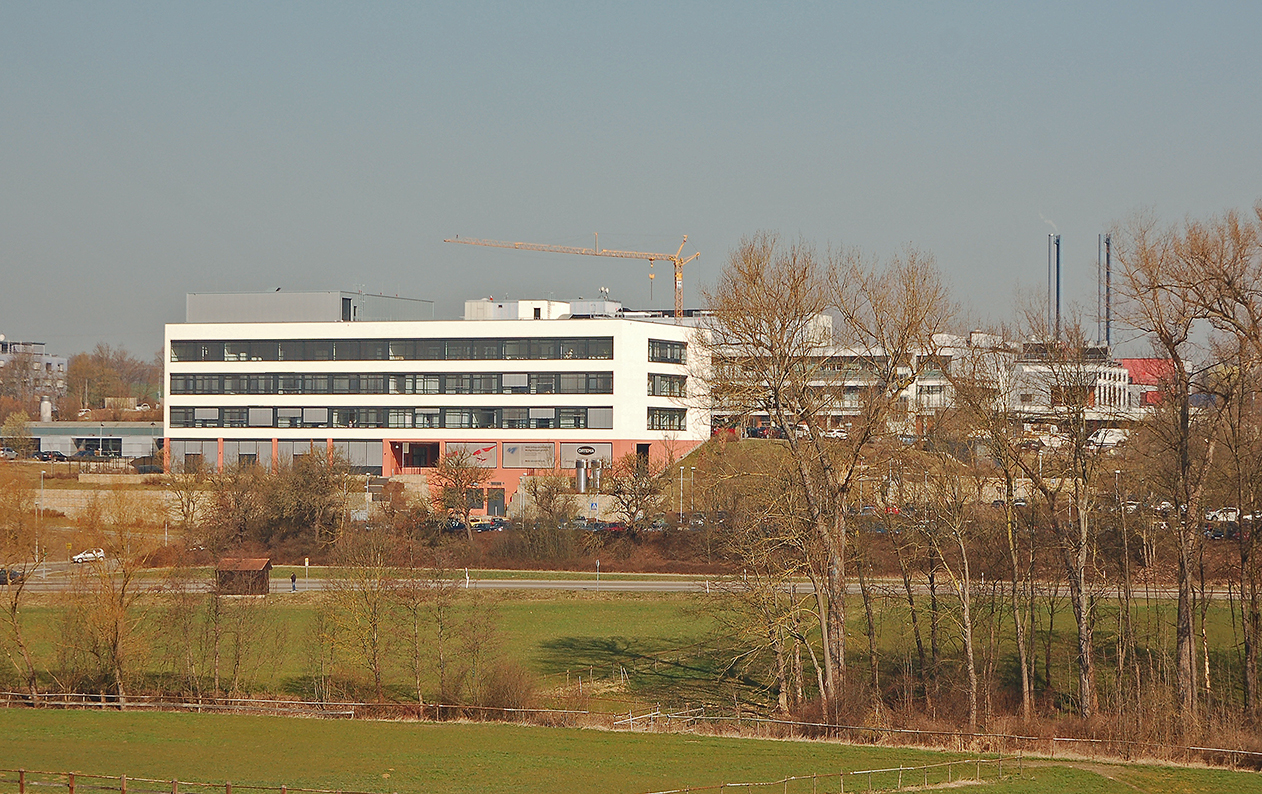
Orthopädische Klinik in Markgröningen

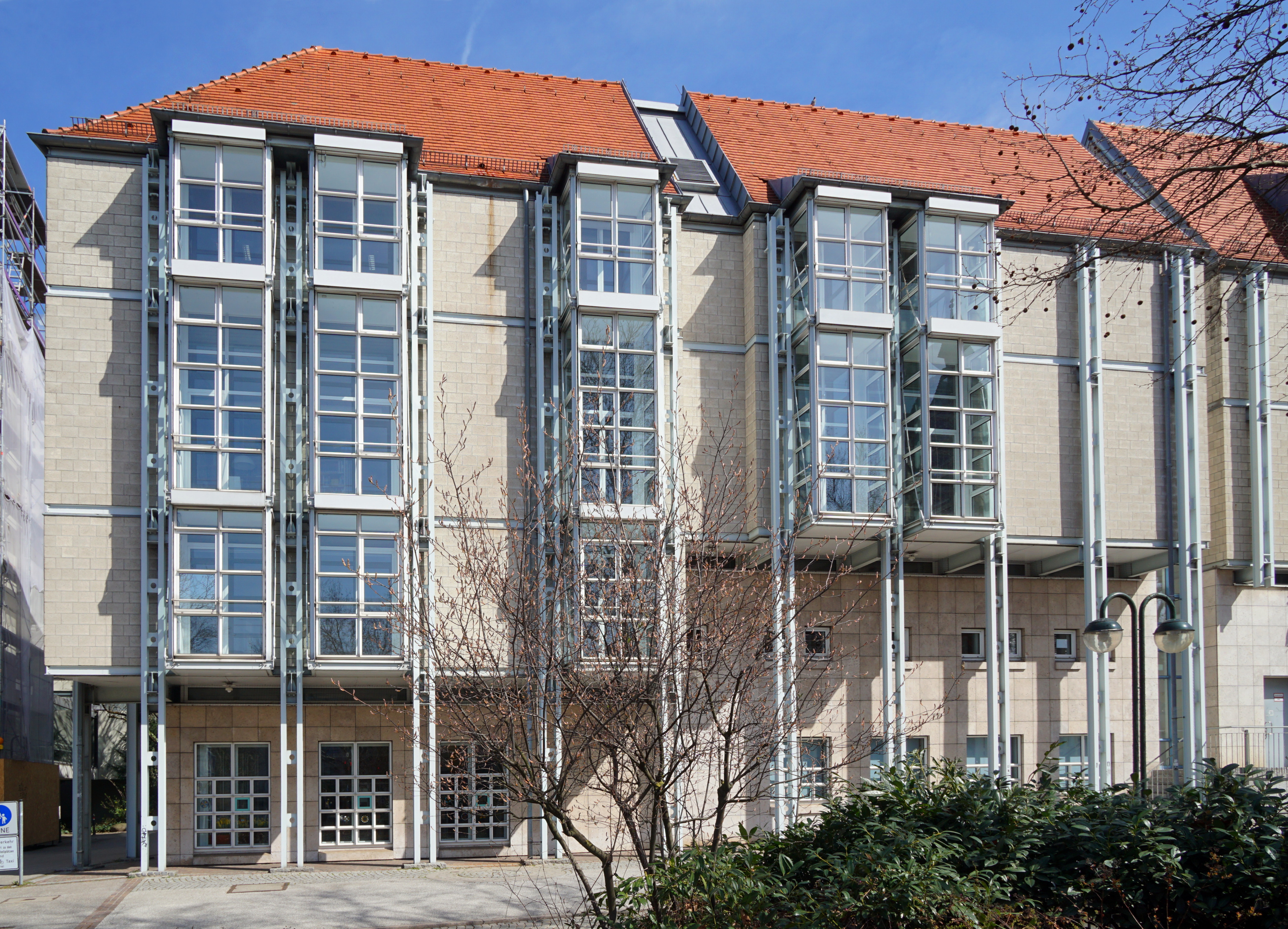
Stadtbibliothek Reutlingen

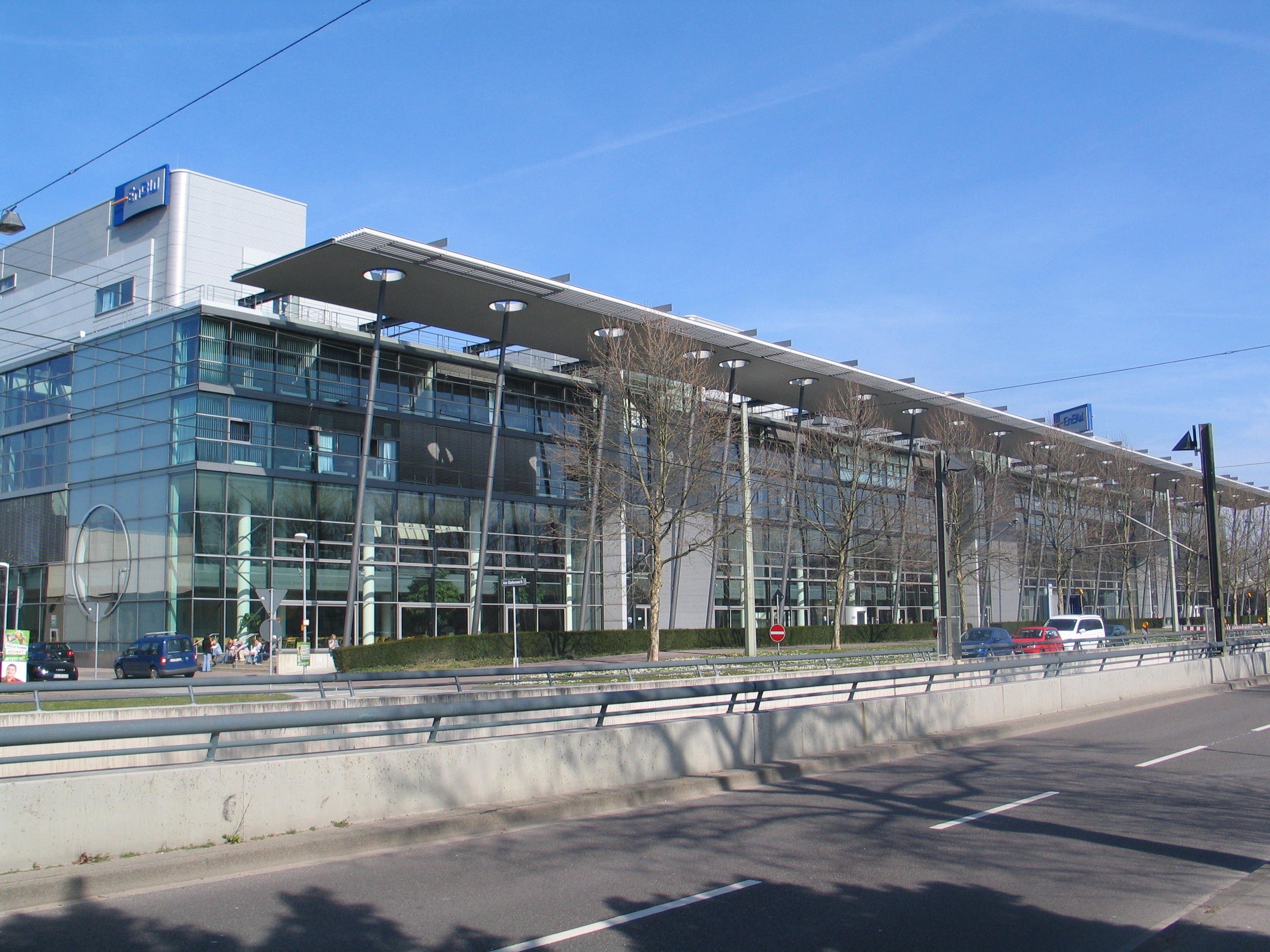
EnBW-Zentrale in Karlsruhe

Erich Rossmann (* 19. Juni 1925 in Freiburg im Breisgau; † 21. Februar 2010 in Karlsruhe) war ein deutscher Architekt und Begründer des Architektenbüros Rossmann + Partner in Karlsruhe.

## Leben
Er studierte ab 1946 an der Technischen Hochschule Karlsruhe Architektur, unter anderem bei Egon Eiermann. 1952 gründete er sein eigenes Büro, nahm am Architekturwettbewerb zum Bau der Schwarzwaldhalle teil und belegte den dritten Platz. Im Folgejahr assoziierte er sich mit dem Architekten Karl Platte. 1971 folgte in Partnerschaft mit weiteren Kollegen die Gründung des Planungsbüros Rossmann + Partner.
1978 wurde er Honorarprofessor an der Architektur-Fakultät der Karlsruher Hochschule und hielt dort regelmäßig Vorlesungen.
1997 überließ er die Leitung seines Büros seinen Mitarbeitern Bernhard Schorpp, Götz Biller und Herbert Serr.
2000 gründete er mit seiner Frau die Ruth und Erich Rossmann-Stiftung, die Absolventen der Fakultät für Architektur der Karlsruher Hochschule bei einem Aufbau-Studium unterstützt. Rossmann erklärte dieses Engagement damit, dass er nach seinem Studium diese Möglichkeit nicht gehabt hätte und gleich „ins kalte Wasser springen“ musste. 2009 stellte er seine Zeichnungen in einer Karlsruher Galerie aus.
Rossmann starb 84-jährig nach langer Krankheit und wurde auf dem Friedhof Rüppurr beigesetzt. Das von ihm gegründete Architekturbüro trägt noch immer seinen Namen und wird seit 2024 als Partnerschaftsgesellschaft von Götz Biller, Michel Huber und Christoph Stappert geführt.
Der Kulturjournalist und Architekturkritiker Andreas Rossmann ist sein Sohn.

## Werk

### Bauten und Entwürfe (Auswahl)
- 1953: Wohnbauten für das Mühlburger Feld (zusammen mit Alfred Gärtner)
- 1958, 1962: Gemeindehaus und Turm der  evangelischen Friedenskirche in Karlsruhe-Weiherfeld (Kulturdenkmal[3])
- 1961: Evangelische Lukaskirche in Karlsruhe, Hagenstraße 7 (Kulturdenkmal[4])
- 1964–1967: Wohnhaus für Horst Antes in Karlsruhe-Wolfartsweier (mit Rudolf Kleine; Kulturdenkmal[5])
- 1966–1967: Gartenhäuser für die Bundesgartenschau 1967 in Karlsruhe
- 1970: evangelische Jakobuskirche in Karlsruhe-Nordweststadt (2016 abgerissen)
- 1974: Mathematisches Forschungsinstitut Oberwolfach
- 1974–1984: Rehabilitationskrankenhaus Ulm
- 1979–85: Stadtbibliothek Reutlingen
- 1990: Innovationszentrum an der Durlacher Allee in Karlsruhe (nach 1. Preis im Wettbewerb)
- 1990: Erweiterung des Gutenberg-Museums in Mainz (nach 1. Preis im Wettbewerb)
- 1991: Erweiterung der Klinik Löwenstein (nach 1. Preis im Wettbewerb)
- 1992: Städtebaulicher Entwurf für Karlsruhe-Südost (mit Landschaftsarchitekt Karl Bauer, 1. Preis im Wettbewerb)
- 1993: Sekretariat der Ständigen Kultusministerkonferenz Bonn (nach 1. Preis im Wettbewerb)
- 1994: Helios Klinikum Erfurt (nach 1. Preis im Wettbewerb)
- 1997: Konzernsitz der EnBW Energie Baden-Württemberg in Karlsruhe[6]

### Schriften
- Planung und Einrichtung von Wohnbereichen für alte Menschen. Deutscher Medizinischer Informationsdienst, Baden-Baden 1969.
- Werkbericht Rossmann + Partner. Deutsche Verlags-Anstalt, Stuttgart 1991.
- Büro- und Laborgebäude Siemens AG Erlangen. In: Baumeister, Jahrgang 1995, Heft 10.
- Gutenbergmuseum Mainz. In: Bauwelt, Jahrgang 2000, Heft 24 (Stadtbauwelt).
(auch in Frankfurter Allgemeine Zeitung vom 17. April 2000 und Deutsche Bauzeitung, Jahrgang 2000, Heft 6.)

## Auszeichnungen
- 1969 Hugo-Häring-Preis des Bund Deutscher Architekten Baden-Württemberg für das Wohnhaus Antes
- 1980–2020 15 BDA-Preise Baden-Württemberg[7]